# Rosenbach Museum & Library

Logo

Das Rosenbach Museum & Library ist ein 1954 gegründetes Museum für Manuskripte, Rara und Original-Buchillustrationen in Philadelphia. 
Die Sammlung des Museums enthält u. a. das Ulysses-Manuskript von James Joyce und den zeichnerischen Vorlass von Maurice Sendak. Das Museum wird von der Rosenbach Foundation betrieben, die aus einer testamentarischen Stiftung der Brüder Abraham und Philip Rosenbach entstand. Die Brüder Rosenbach waren Antiquare bzw. Kunsthändler; ihre Privatsammlung bildete den Grundstock der Sammlung des Museums. Das Rosenbach-Museum ist in zwei benachbarten townhouses aus der Mitte des 19. Jahrhunderts im Viertel um den Rittenhouse Square untergebracht, die als Teil des Gesamtensembles Delancey Place unter Denkmalschutz stehen.

## Geschichte und Museumsgebäude
Die Einrichtung wurde 1954 durch eine testamentarische Stiftung der Brüder Abraham Rosenbach (1876–1952) und Philip Rosenbach (1863–1953) gegründet. Die Gebrüder Rosenbach waren erfolgreiche Kunsthändler, die sich auf Manuskripte, seltene Bücher und Buchkunst spezialisiert hatten. Abraham Rosenbach (meist A.S.W. Rosenbach) gilt als „führender amerikanischer Antiquar und Manuskripthändler der ersten Hälfte des 20. Jahrhunderts“. Er handelte mit Gutenberg-Bibeln, Erstausgaben des Bay Psalm Book und Shakespeares Folio. Sein Bruder Philip spezialisierte sich auf Kunst und Antiquitäten, besonders englische Kunst des 18. und frühen 19. Jahrhunderts. Das Haus besitzt noch seine georgianische Originaleinrichtung, die von Philip Rosenbach zusammengestellt wurde. Abraham und Philip Rosenbach waren mit ihrem Kunsthandel wesentlich am Aufbau von berühmten privaten Bibliotheken von Mäzenen wie dem Standard-Oil-Vorstand Henry Clay Folger und dem Eisenbahnmagnaten Henry E. Huntington beteiligt. Die meisten dieser großen Sammlungen sind inzwischen auch der Öffentlichkeit zugänglich, so auch die Folger Shakespeare Library mit ihrer Shakespeare-Sammlung und die Huntington Library mit ihrer Gutenberg-Bibel.
Das Museum wurde von 1965 bis 1983 von Clive Driver geleitet, der auch im Gebäude wohnte. Seine Nachfolgerin Ellen Dunlap wurde 1987 von einer Sotheby’s-Mitarbeiterin kontaktiert, der ein Brief von John Adams zur Auktion angeboten wurde, der vermutlich aus der Sammlung des Rosenbach stammte. Es stellte sich heraus, dass Clive Driver den Brief zusammen mit 57 anderen wertvollen Handschriften während seiner Zeit als Rosenbach-Direktor an einen Kunsthändler verkauft hatte. Clive Driver und der Händler mussten die Dokumente zurückgeben; 1989 wurde Driver zu einer Bewährungsstrafe verurteilt. Auf Dunlap folgte als Direktor 1993 der Kunsthistoriker Stephen Urice, der vor seiner Berufung die Frederick R. Weisman Art Foundation in Los Angeles geleitet hatte. Urice wurde 1998 vom heutigen Direktor Derick Dreher abgelöst, der vorher Kurator am Rosenbach war. Die ursprüngliche Ausrichtung des Rosenbach entsprach eher einem Archiv oder einer Forschungsbibliothek als einem Museum: Besucher mussten sich vorher anmelden, es gab weder feste Öffnungszeiten noch Öffentlichkeitsarbeit und es wurde von Bibliotheks- und Archivbenutzern erwartet, dass sie zum jeweiligen Thema forschen und publizieren. Mit dem Antritt von Dreher änderte sich das: der Fokus in der Öffentlichkeitsarbeit wurde auf das eher zugängliche Werk von Maurice Sendak gelegt, und durch feste Öffnungszeiten und größere Wechselausstellungen ist das Rosenbach auch als Museum in den Blickpunkt gekommen.

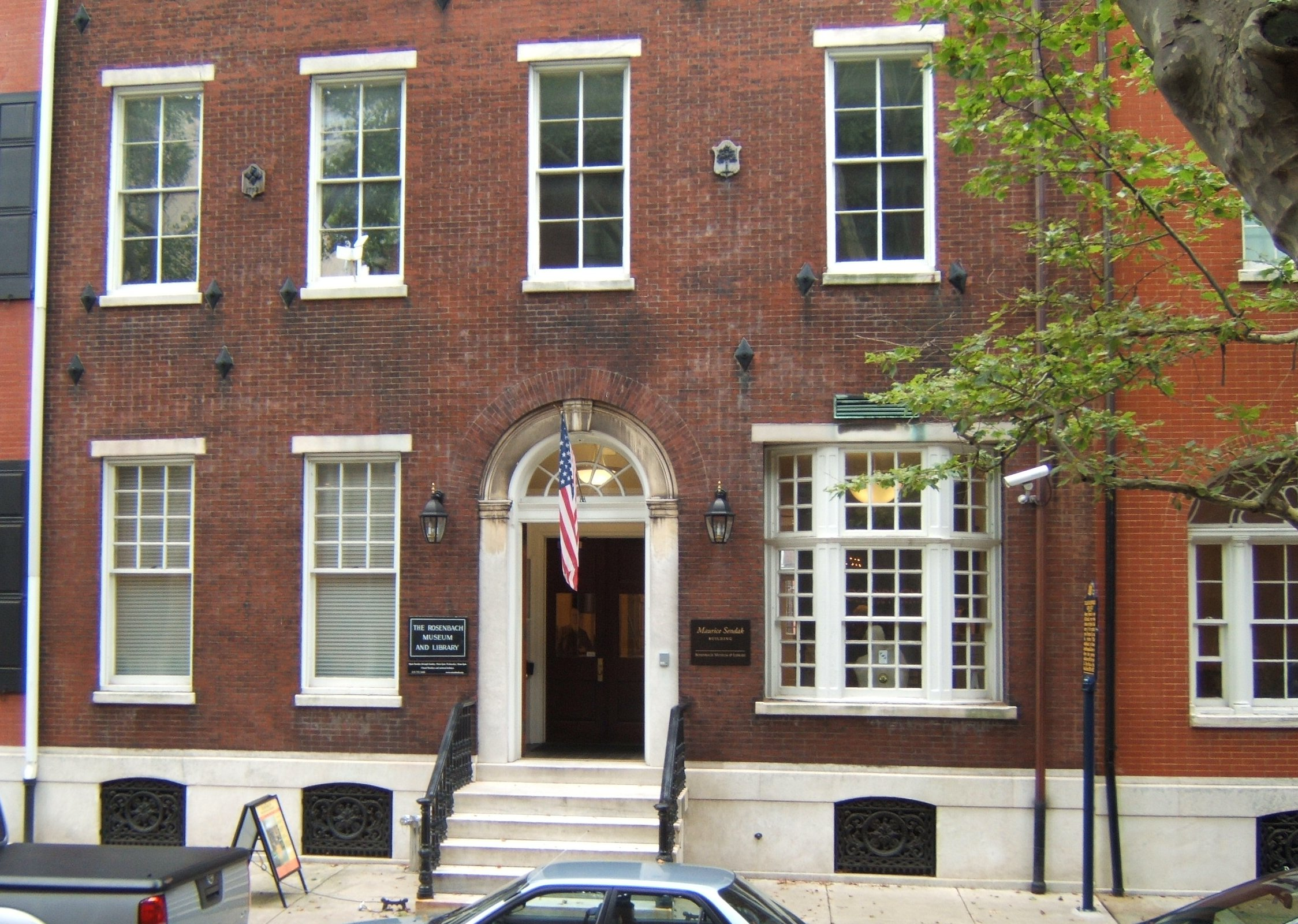
Rosenbach Museum & Library, Maurice Sendak Building, 2008 Delancey Place

Das Museum befindet sich in Delancey Place Nr. 2010 in Philadelphia. Abraham Rosenbach selbst wohnte im Haus Nr. 2006. Der halbe Block von Delancey Place (auch Delancey Street) zwischen der 20th Street und der 21st Street mit den Hausnummern 2000 bis 2018 – eingeschlossen die Gebäude des Museums und Rosenbachs ehemaliges Wohnhaus – wurden 1982 in das National Register of Historic Places aufgenommen und damit unter Denkmalschutz gestellt. Alle diese Gebäude wurden 1855–1866 von den Architekten Charles, Joseph und James McCrea errichtet. Ursprünglicher Besitzer des Hauses Nummer 2010 war Robert Coleman, der aus der Industriellenfamilie stammte, welcher die Cornwall Iron Furnace besaß. 2003 erwarb die Stiftung auch das Nachbargebäude mit der Hausnummer 2008 und benannte es als Maurice Sendak Building. Dort finden Wechselausstellungen und Veranstaltungen statt, die permanente Sammlung und die Bibliothek blieben im ursprünglichen Gebäude.
Die beiden Gebäude 2008 und 2010 Delancey Place sind elegante town houses und teilen mit den anderen McCrea-Häusern unter Denkmalschutz viele Gestaltungselemente: die Häuser sind unterkellert und haben drei Stockwerke sowie ein Dachgeschoss mit Gaubenfenstern. Über einem Gebäudesockel aus Pennsylvania-Marmor erhebt sich die glatte Fassade aus tiefroten Ziegeln. Einziger Fassadenschmuck ist die Gestaltung der Fenster und der Anschluss zum Dachsockel. Die Treppe und die Auskleidung des Eingangs ist ebenfalls aus Marmor. 1940 bauten die Architekten Thalheimer & Weitz das Haus Nr. 2010 für die damaligen Besitzer um. Sichtbarstes äußeres Zeichen des Umbaus ist das große palladianische Fenster links vom Eingang, das mit seinen gewölbtem Abschluss und den annähernd quadratischen Dimensionen von den schlanken Fenstern in den restlichen Häusern abweicht. Auch das halbkreisförmige, bleiverglaste Oberlicht über der Eingangstür stammt von dem Umbau von 1940.

## Sammlung

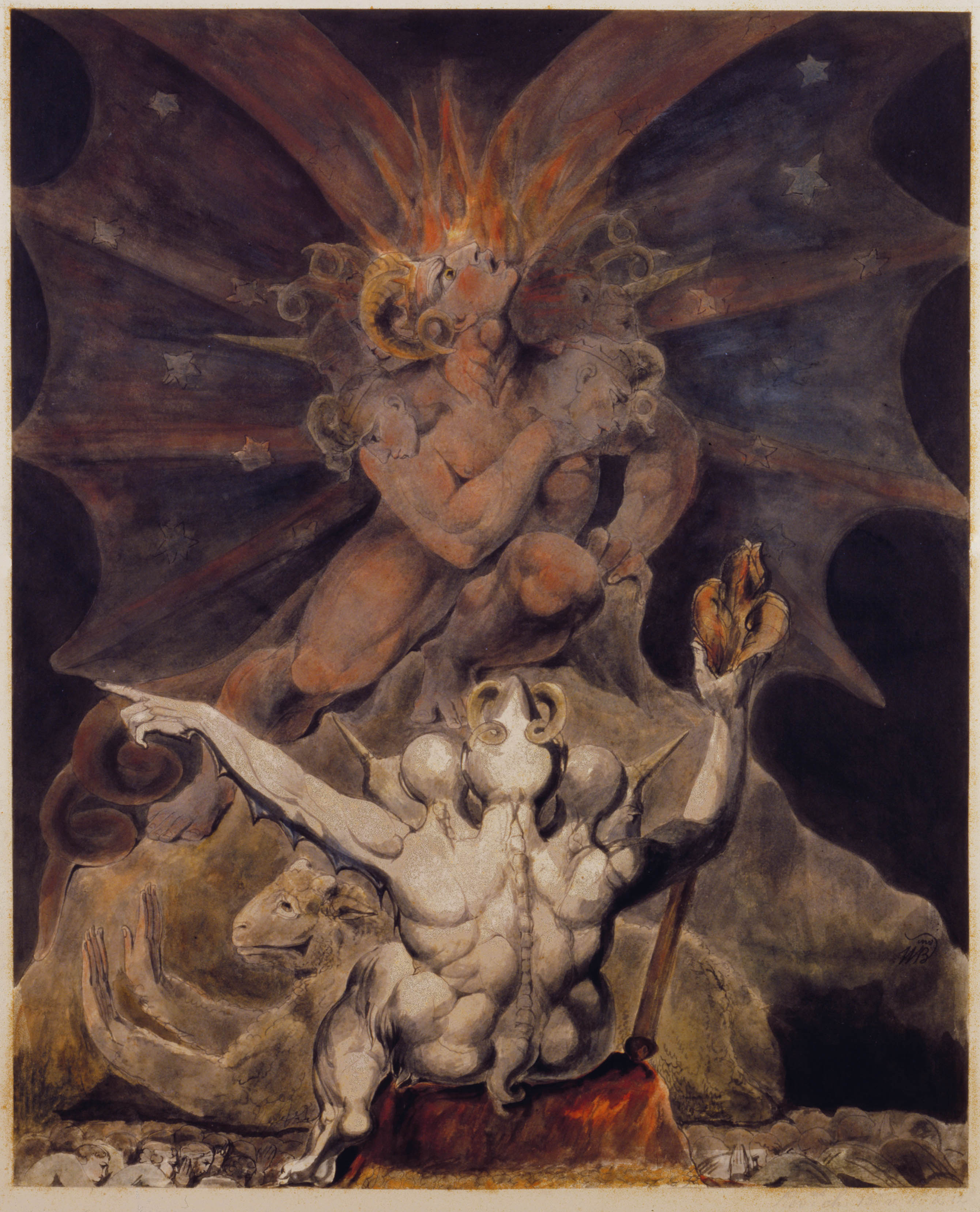
Aus der Sammlung: William Blake, The Number of the Beast is 666

Die Kollektion des Rosenbach Museums umfasste zur Gründung Handschriften und Rara aus dem privaten Besitz der Brüder Rosenbach, darunter das einzige noch existierende Exemplar der Erstausgabe von Benjamin Franklins Almanach Poor Richard's Almanack, das Ulysses-Manuskript von James Joyce und mittelalterliche Handschriften und Drucke. Seit der Gründung 1954 kamen dazu durch Stiftungen, Schenkungen und Ankäufe aus Stiftungsmitteln weitere Manuskripte und Kunstwerke hinzu, so die Aufzeichnungen von Bram Stoker zu seinem Roman Dracula  und der zeichnerische Vorlass von Maurice Sendak, der 1970 einen beträchtlichen Teil seiner Originalarbeiten dem Museum stiftete. 
Eine besondere Beziehung besteht auch zur Dichterin Marianne Moore (1887–1972). Ende der 1960er Jahre kaufte das Rosenbach all ihre Manuskripte und Korrespondenz an. Nachdem Moore gestorben war, ließ das Rosenbach das Wohnzimmer von Moores Apartment in Greenwich Village in den Räumen des Museums nachbauen und stattete es mit den Originaleinrichtungsgegenständen aus. Dafür wurde das Rosenbach von der amerikanischen Landesorganisation von Friends of Libraries als National Literary Landmark ausgezeichnet. 1987 zeigte das Museum anlässlich des hundertsten Geburtstages von Marianne Moore eine große Retrospektive ihrer poetischen Arbeiten und Lebenswelt, die von der Patricia Willis, der literarischen Kuratorin des Rosenbach, gestaltet wurde.
Andere Handschriften und rare Drucke im Besitz des Rosenbach umfassen Werke von:
- Cervantes (1547–1616), eine der äußerst seltenen Erstausgaben von Don Quijote sowie weitere Handschriften
- George Washington (1732–1799), mehr als hundert persönliche Briefe
- William Blake (1757–1827), Originalzeichnungen und Drucke
- Charles Dickens (1812–1870), Teile der Manuskripte für die Romane Pickwick Papers und Nicholas Nickleby. A.S.W. Rosenbach hatte 24 Seiten – und damit den größten noch existierenden Teil – des Pickwick-Manuskripts in zwei Teilen 1923 bzw. 1928 gekauft.[11]
- Lewis Carroll (1832–1898), mehr als sechshundert Briefe, dazu Photographien und Erstdrucke
- Joseph Conrad (1857–1924), Manuskripte von zwei Dritteln seiner literarischen Werke, darunter Lord Jim, Nostromo und The Secret Agent. Letzteres Manuskript hatte Conrad 1912 an den Sammler John Quinn verkauft, von dem es an das Rosenbach gelangte.[12]
- Mercedes de Acosta (1893–1968), Briefe, Photographien und schriftlicher Nachlass zur lesbischen Geschichte, darunter 55 Liebesbriefe an Greta Garbo und Briefwechsel mit Marlene Dietrich. Acosta hatte sich 1959 in Geldnot an das Museum gewandt. Der Ankauf des Nachlasses wurde vom Rosenbach-Kurator William H. McCarthy unter der strikten Auflage realisiert, jegliche Korrespondenz erst zehn Jahre nach dem Tod von Acosta und der jeweiligen Briefpartnerin zu öffnen. McCarthy war selbst homosexuell, und insofern für eine diskrete Abwicklung im repressiven Klima der 1950er Jahre die „beste Wahl“ für Acosta.[13]
- Dylan Thomas (1914–1953), Manuskript und Typoskript seines Hauptwerkes Under Milk Wood